# Neomochtherus yasya
Neomochtherus yasya là một loài ruồi trong họ Asilidae. Neomochtherus yasya được Lehr miêu tả năm 1996. Loài này phân bố ở vùng Cổ Bắc giới.